# 旧羅典神学校

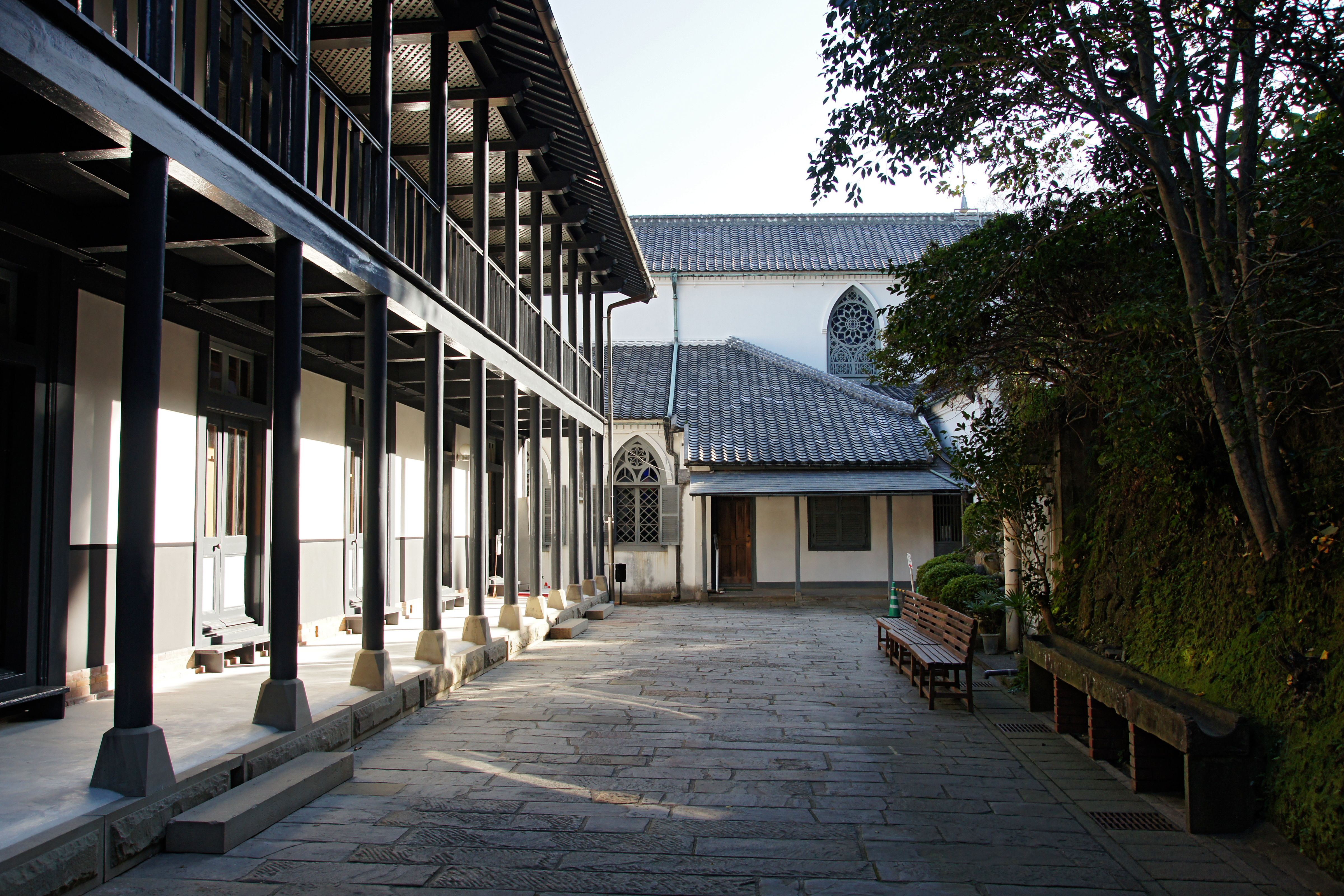
大浦天主堂（奥）と旧羅典神学校（左）

旧羅典神学校（きゅうらてんしんがっこう）は、長崎県長崎市にある歴史的建造物。国の重要文化財。

## 概要
キリスト教（カトリック）のパリ外国宣教会宣教師ベルナール・プティジャン（Bernard-Thadée Petitjean）により日本人司祭育成を目的として設立された長崎公教神学校の校舎兼宿舎として、1875年（明治8年）に大浦天主堂敷地内に建設された西洋館である。設計者は同じくパリ外国宣教会宣教師のマルク・マリー・ド・ロ（Marc Marie de Rotz）で、彼の日本における最初の本格的な建築作品であり、また明治初期の全長20メートルに及ぶ大型西洋建築は極めて貴重とされ、1972年（昭和47年）5月15日に国の重要文化財に指定された。
2018年4月から旧長崎大司教館（県指定有形文化財）と共にキリシタン博物館として公開されている。

## 所在地
- 〒850-0031　長崎県長崎市南山手町5-3[4]

### 交通アクセス
- 長崎電気軌道大浦支線大浦天主堂停留場下車、徒歩5分。
- 長崎バス「松ヶ枝国際ターミナル」バス停下車、徒歩5分。

## 周辺
- 大浦天主堂
- 旧長崎大司教館
- 南山手
  - グラバー園
  - 祈りの丘絵本美術館